# 13196 Rogerssmith
13196 Rogerssmith eller 1997 CE8 är en asteroid i huvudbältet som upptäcktes den 1 februari 1997 av Spacewatch vid Kitt Peak-observatoriet. Den är uppkallad efter piloten Rogers E. Smith.